# Вацлав Холлар
Вацлав Холлар (23 липня 1607 року — 25 березня 1677 року) — богемський графік XVII століття, який провів більшу частину свого життя в Англії. Особливо відомий своїми гравюрами та офортами.

## Біографія
Вацлав Холлар народився у Празі, помер у Лондоні та був похований у церкві Св. Маргарити у Вестмінстері.

### Раннє життя
Його сім'я загинула у Празі в Тридцятилітній війні. Молодий Холлар, якому судилося отримати юридичну професію, вирішив стати художником. Найдавніші з його творів, що дійшли до нас, датовані 1625 і 1626 роками. Одна з них — копія «Діви та дитини» Дюрера, вплив якого на творчість Холлара завжди був великий. У 1627 році він перебував у Франкфурті, де навчався у видатного гравера Маттея Меріана. У 1630 р. він жив у Страсбурзі, Майнці та Кобленці, де Холлар зобразив міста, замки та пейзажі долини Середнього Рейну. У 1633 році він переїхав до Кельна.
У 1636 році він привернув увагу відомого дворянина та колекціонера мистецтва Томаса Говарда, 21-го графа Арунделя, який тоді був у дипломатичній місії при імператорському дворі імператора Фердинанда II. Працюючи креслярем, він подорожував з Арунделем до Відня та Праги. У Кельні в 1635 році Холлар видав свою першу книгу. У 1637 році він поїхав з Арунделем до Англії, де довгі роки пробув у домі графа.

Панорама Праги 1636 року

## Життя в Англії
Він залишався художником на службі у лорда Арунделя, а після смерті графа в Падуї в 1646 році Холлар заробляв на життя, працюючи у різних авторів та видавців. Холлар виготував надгробний пам'ятник. Арундель сидить на своїй могилі перед обеліском, оточений витворами мистецтва та їх персоніфікаціями.
У 1745 р. Джордж Вертю віддав данину їхній асоціації у віньєтці, яку він опублікував на першій сторінці свого "Опису творів винахідливого розбійника та гравера Вацлава Холлара. На ній був зображений бюст Арунделя перед пірамідою, що символізує безсмертя, оточений ілюстрованими книгами та інструментами торгівлі Холлара.
Протягом першого курсу навчання в Англії він створив «Погляд на Гринвіч», пізніше виданий Пітером Стентом, продавцем друку. Майже 3 фути (0,9 м) в довжину, він отримав тридцять шилінгів для плити, невелику частку від її теперішньої вартості. Потім він визначив ціну своєї роботи чотири пенси на годину і виміряв свій час піском. 4 липня 1641 року Холлар одружився графині Норфолк. Її звали Трейсі; вони мали двох дітей. Арундель покинув Англію до 1642 року, і Холлар перейшов на службу до герцога Йоркського, взявши з собою молоду сім'ю.

### Громадянська війна в Англії
Протягом Англійської громадянської війни Холлар продовжував писати твори, але це негативно вплинуло на його доходи. В його руках було кілька сотень табличок, датованих 1643 та 1644 роками, він перетворив своє вимушене дозвілля на хороші справи. Офорт, датований 1643 р., уособлює війну змією з головою на кожному кінці, що тягне в протилежні сторони перед пірамідами та сфінксом у Гізі.

Довгий вид на Лондон з Бенксайду, 1647 рік

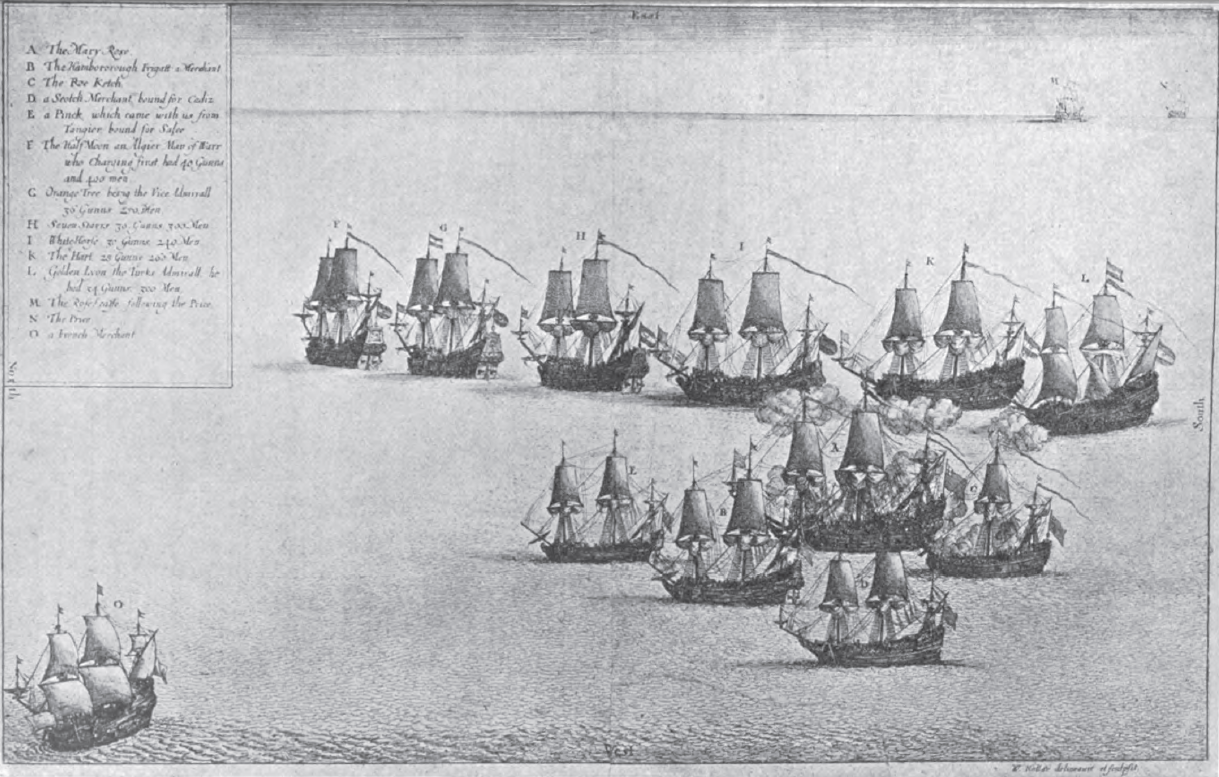
Зображення Холлара про заручини Мері Роуз

Холлар приєднався до роялістського полку і був захоплений парламентськими силами в 1645 році під час облоги Бейзінга. Через короткий час йому вдалося врятуватися. В Антверпені в 1646 році він знову зустрівся з графом Арунделем. У цей період Громадянських воєн він працював в Антверпені, де створив багато своїх найвідоміших робіт, зокрема, голландські міські пейзажі, морські пейзажі, зображення природи, його «муфти» і «черепашки». У 1652 році він повернувся до Лондона.
У наступні роки багато книг, які він ілюстрував, були опубліковані. Однак його робота для продавців книг була погано оплачена. У цей час він також втратив від чуми свого маленького сина, який мав художні здібності.
Після Великої Лондонської пожежі він створив деякі зі своїх знаменитих «Поглядів на Лондон», які спонукали короля відправити його в 1668 р. до Танжера, щоб намалювати місто та форти.
Він прожив вісім років після повернення, продовжуючи створювати ілюстрації для продавців книг, і продовжував випускати твори до самої смерті. Він помер у крайній бідності, останніми записаними словами було прохання до судових приставів, щоб вони не забирали ліжко, на якому він помирав. Холлар був покладений у могилу в церкві Св. Маргарити, Вестмінстер.

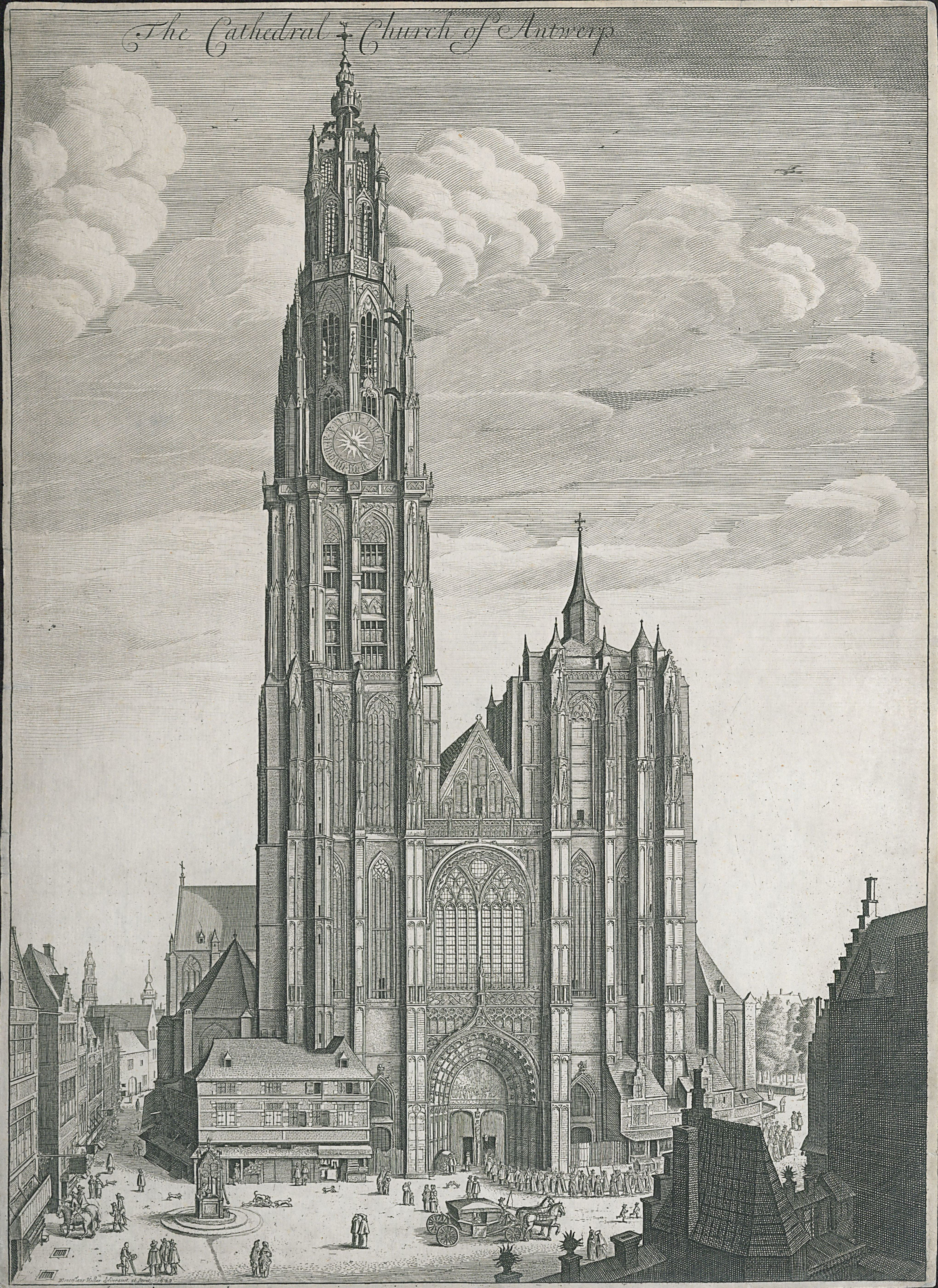
Собор Богоматері Антверпенської

## Твори
Холлар був одним з найпродуктивніших художників свого часу. Його спадщина включає близько 400 малюнків та 3000 офортів. Холлар створив різноманітні твори. Близько 2740 штук включають види, портрети, кораблі, релігійні сюжети, геральдичні сюжети, пейзажі та натюрморти у різних формах. Прикладами складності та масштабності його проектів є восьмипластинчаста португальська генеалогія та серія комах із 12 тарілок, опубліковані як фігура Muscarum Scarabeorum Vermiumque. Його архітектурні малюнки, такі як Антверпенський та Страсбурзький собори, та його види міст, мають масштаб, але також призначені як зображення. Він відтворив декоративні роботи інших художників, як у знаменитій чаші за малюнком Мантеньї.

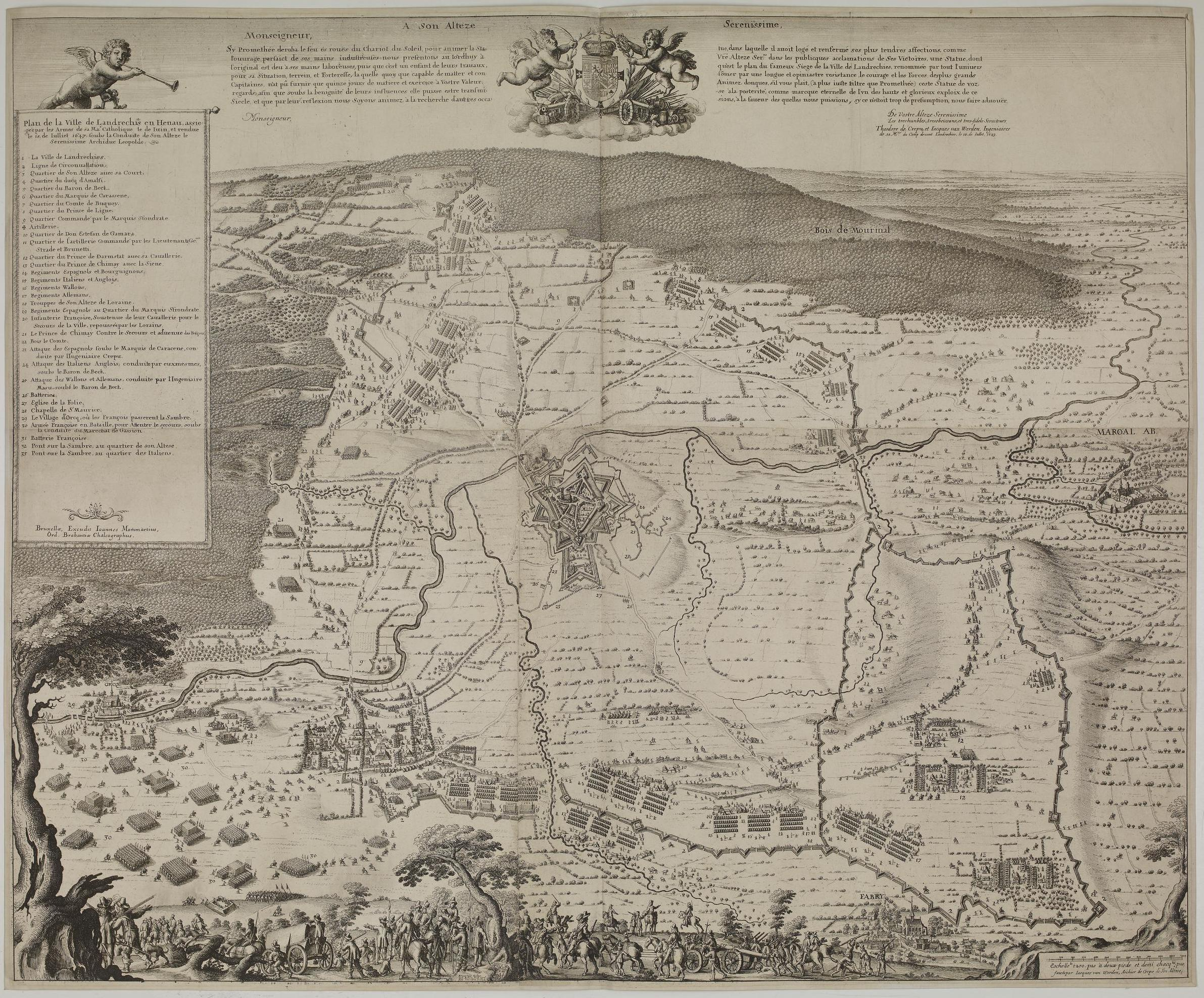
Облога Landrecies

Одним з найвідоміших офортів Холлара є зображення собору Богоматері Антверпенської, датованого 1649 роком. Фігуральна оздоба роботи, типова для стилю Холлара, включає процесію до входу в собор, коня, запряженого кіньми, а також перехожих та собак на площі перед церквою. Зображення собору в Антверпені було виставлено в 2013 році в палаці Лобковичів.
Холлар був відомий своїми топографічними роботами та картами. Їх часто робили за проектами інших художників. Він склав кілька карт військових дій, які намалював фламандський художник і картограф Яків ван Верден. Прикладом може служити облога Landrecies від 1648 року, яка являє собою офорт на чотирьох з'єднаних аркушах паперу. Він включає план міста Ландресієс з Бур-де-Моурінал у верхньому правому куті, тоді як він знаходиться в облозі ерцгерцога Леопольда Вільгельма Австрійського в 1647 році. Деякі війська герцога показані під деревом на передньому плані з візками та гарматами. Друк також пропонує схематичне зображення різних полків та сил під командуванням декількох командирів та їхніх позицій навколо міста. На лівому передньому плані видно французьку армію, яка наближається для нападу на сили ерцгерцога.

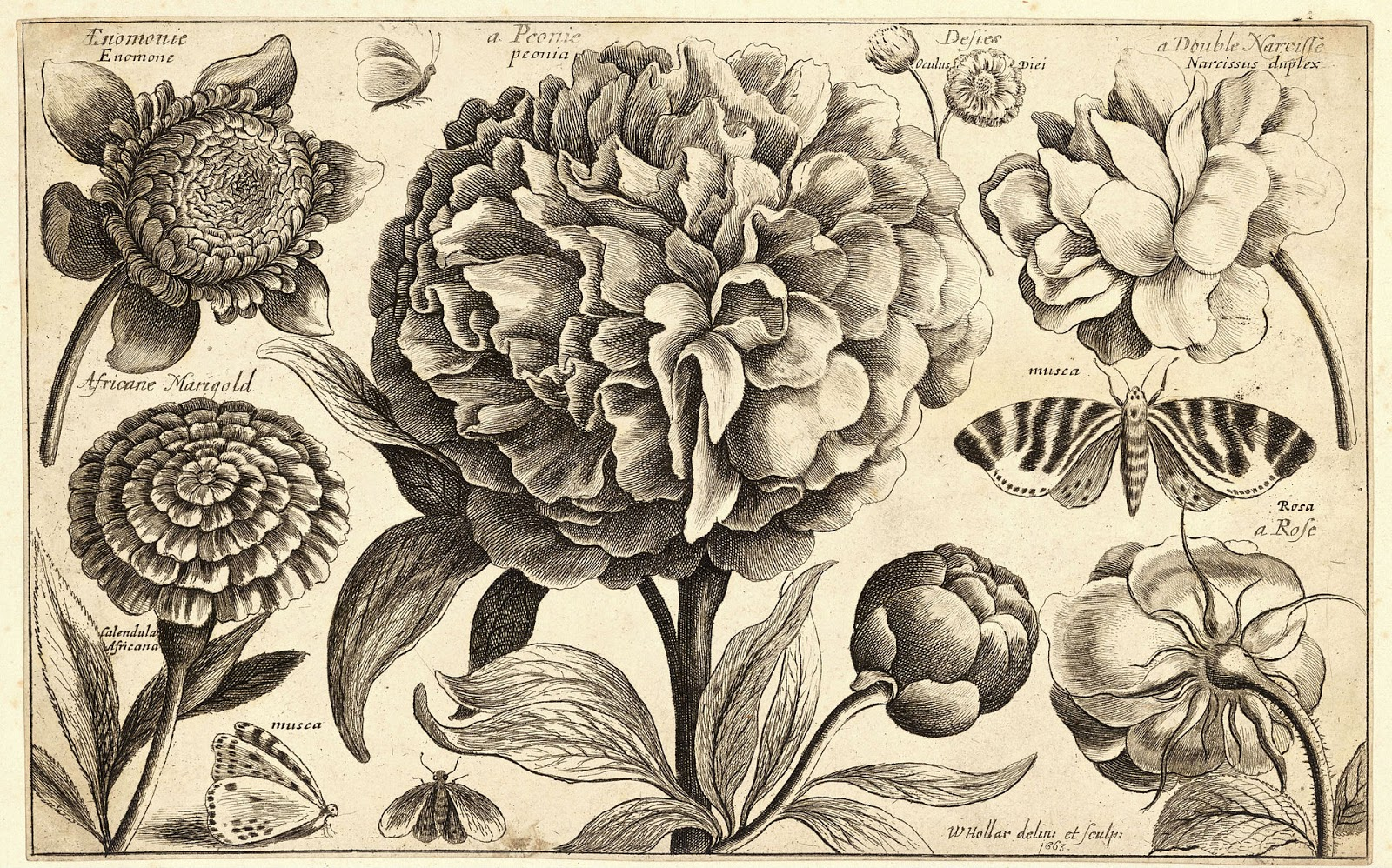
Півонія

Колекції робіт Холлара зберігаються в Британському музеї в Лондоні, друкарні у Віндзорському замку, Бібліотеці Фішера при Торонтському університеті та Національній галереї в Празі. Роботи Холлара були каталогізовані Джорджем Вертю в 1745 році, друге видання — в 1759 році. Потім відбитки були каталогізовані в 1853 році Густавом Парті, а в 1982 році Річардом Пеннінгтоном. Більша частина робіт Холлара доступна в Інтернеті в Торонтському університеті в його цифровій колекції Вацлава Холлара. Бібліотека Фольгера Шекспіра також зберігає близько 2000 гравюр, малюнків та інших робіт Холлара.
Збереглася дуже рідкісна оригінальна мідна пластина, виготовлена Холларом, — гравюра міста Кінгстон-апон-Халл в Йоркширі (зараз вона в Британській бібліотеці).
Холлар вигравіював книгу-костюми під назвою Розважальна книга, що містить просте зображення одягу жінок з різних куточків світу, як вони зараз одягаються Книга включає серію з 28 табличок, що представляють одяг простих жінок, переважно з європейських країн, з 17 століття. Книга була видана в 1662 році в Парижі Бальтазаром Монкорне.

## Пам'ять
Середня школа мистецтв Вацлава Холлара, Вища школа мистецтв та Вища школа мистецтв у Празі, названі на його честь.